# Ensign N181
Chronologie des modèles (1982)
Ensign N180B
L'Ensign N181 est une monoplace engagée par l'écurie britannique Ensign dans le cadre du championnat du monde de Formule 1 1982. Elle est pilotée par le Colombien Roberto Guerrero. Un seul châssis, le MN-16, a été construit.

## Résultats en championnat du monde de Formule 1
| Saison | Écurie        | Moteur               | Pneus        | Pilotes          | Courses | Courses | Courses | Courses | Courses | Courses | Courses | Courses | Courses | Courses | Courses | Courses | Courses | Courses | Courses | Courses | Points inscrits | Classement |
| Saison | Écurie        | Moteur               | Pneus        | Pilotes          | 1       | 2       | 3       | 4       | 5       | 6       | 7       | 8       | 9       | 10      | 11      | 12      | 13      | 14      | 15      | 16      | Points inscrits | Classement |
| ------ | ------------- | -------------------- | ------------ | ---------------- | ------- | ------- | ------- | ------- | ------- | ------- | ------- | ------- | ------- | ------- | ------- | ------- | ------- | ------- | ------- | ------- | --------------- | ---------- |
| 1982   | Ensign Racing | Ford Cosworth DFV V8 | Avon Pirelli |                  | AFS     | BRÉ     | EUO     | SMR     | BEL     | MON     | EUE     | CAN     | P-B     | GBR     | FRA     | ALL     | AUT     | SUI     | ITA     | LVE     | 0               | 16e        |
| 1982   | Ensign Racing | Ford Cosworth DFV V8 | Avon Pirelli | Roberto Guerrero |         | Nq      | Abd     |         | Nq      | Nq      | Abd     | Abd     | Nq      | Abd     | Nq      | 8e      | Abd     | Abd     | Nc      | Np      | 0               | 16e        |

Légende : ici 